# Cimwera
Cimwera är ett periodiskt vattendrag i Burundi.   Det ligger i provinsen Cankuzo i den nordöstra delen av landet, 140 km öster om huvudstaden Bujumbura.